# Buc tinglat

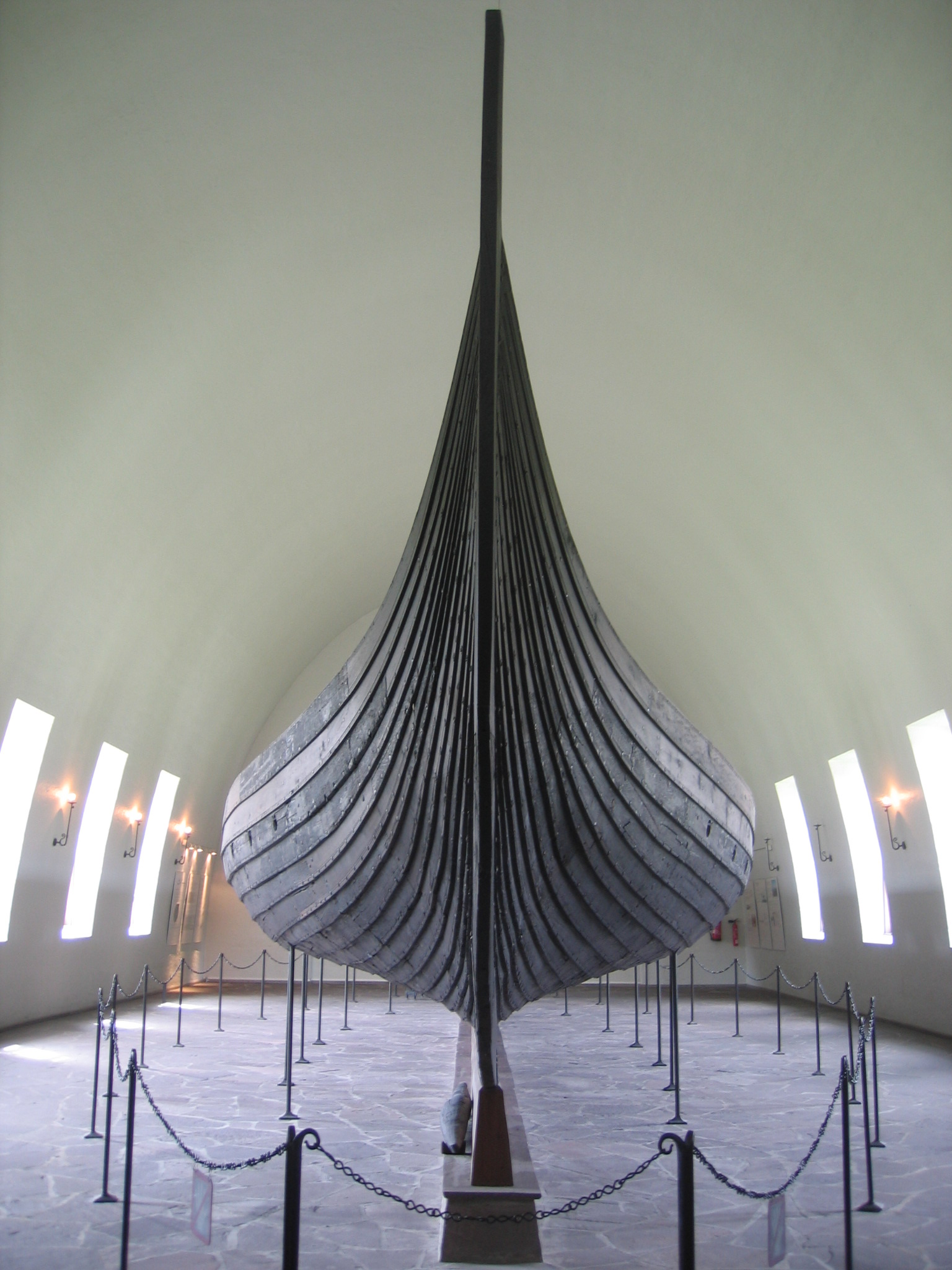
El Vaixell viking de Gokstad, Noruega, mostra clarament els taulons encavalcats característics del buc tinglat

El buc tinglat o buc en tinglat, també anomenat clinker o lapstrake, és un mètode de construcció naval que es caracteritza pel fet que les taules usades per a la construcció de l'empostissat del buc se sobreposen les unes a les altres. L'estructura interna de la nau (esquelet) es construeix alhora que el buc va prenent forma, al contrari d'altres mètodes en què l'esquelet defineix d'entrada la forma del buc.
Va ser una construcció molt corrent entre els vikings i els pobles d'Europa septentrional.
El buc tinglat ha perdurat fins a temps més moderns, especialment en els tipus d'embarcació wherry i skiff del Riu Tàmesi.

## Construcció antiga
Els vaixells de l'època clàssica grega i romana es construïen segons el sistema d'entaulament o "folrat primer".

## Construcció tradicional

Disposició de les llates "tinglades" (esquerra) i "juxtaposades" (dreta).

En el sistema tradicional de construcció de vaixells de fusta primer es planta la quilla, les rodes i les quadernes. A partir d'aquest "esquelet" del buc, es va construint el folre (generalment a base de llates juxtaposades disposades damunt de les quadernes). Les llates del folre s'acostumen a posar tan horitzontals com sigui possible.
Segons el sistema de disposició de les llates o taules hi ha tres variants en la construcció de bucs "amb esquelet":
- Llates juxtaposades
- Llates tinglades
- Llates cosides

El sistema de llates juxtaposades era el més popular en les costes de la Mediterrànea. Barques, bous, gussis i vaixells de gran port tenien bucs segons aquesta disposició. El mètode de llates tinglades (en el qual cada llata s'encavalca sobre la llata inferior) era típica de les costes atlàntiques. Un exemple serien els vaixells dels Vikings, els drakkars. El mètode de cosir les llates se seguia en diverses parts del món, amb exemples en els països nòrdics i en les costes de l'Índic.
En les canoes polinèsies el buc principal acostumava a ser d'una sola peça, que incorporava quilla, rodes i folre en un conjunt. En els models més grans el costats s'alçaven amb dues planxes suplementàries cosides al buc.

## Construcció mixta ferro-fusta
Abans del predomini dels vaixells amb bucs de ferro, hi va haver un període en el qual els bucs es construïen amb esquelet de ferro forjat industrial ("wrought iron") amb folre de fusta. Un exemple típic és el del famós clíper Cutty Sark.

## Altres sistemes
- De l'època prèvia a la construcció de bucs d'acer ha un tractat de construcció naval que preconitzava un sistema diferent del tradicional per a vaixells de fusta. Des del punt de vista numèric sembla que no fou gaire practicat en grans vaixells. Aquell sistema s'anomenaria després de "buc conformat en fred".[12]
- El sistema de "buc conformat en fred" ("cold molded hull")[13] es basa a construir el folre mitjançant tres o més capes de llates primes adaptant-les sobre un motlle o unes formes. Cada capa de llates pot anar disposada de diverses maneres, però un mètode típic consisteixen disposar la primera capa amb les llates 45 graus (en relació amb la quilla), la segona amb les llates perpendiculars a la primera i la tercera de forma horitzontal. En molts casos la "pell", formada per les diverses capes de llates contraposades i formant una sola peça, és prou forta per a resistir tots els esforços considerats en el projecte del buc i hom pot prescindir de les quadernes i d'altres elements de reforç.
  - El bricbarca Tenacious és un exemple de buc de fusta de grans dimensions emmotllat en fred.[14][15][16]

## Les barxes biscaïnes[17][18][19]
| «                                                                          | Barcie sonno certe nave quadre che se usano in Castiglia, et hanno lo tavolame tavula sopra tavula, o vero madiere sopra madiere. Biscaini usano queste nave et sonno ogi in grande quantità et queste nave fanno multa acqua perché non se poçono mai tanto calcare li comenti che stiano stagne al dovere, et tucte sonno facte a talglio de baloneri, et vanno multo de la borina, et non ponno sufferire multa stiva, né anche durano molto per la loro debilitate et portano allo continuo le trombe per agotare l’acqua la qual al continuo fanno inella sentina. Alcuni le chiamano urche, et per la commodità grande per lo legname, et de ferro et de homini, ne sonno in grandissima quantitate, et le più navigano in F[i]andra, intanto che talvolta se ne trovarà CCC ad uno tracto. (Trad. aproximada) Les barxes són naus caires usades a Castella, i tenen el folre tinglat – llata sobre llata o fusta sobre fusta- i aquestes naus fan molta aigua perquè no es poden calafatar bé, i s'assemblen als baleners, i van molt de cenyida, i no poden portar molta càrrega; no duren gaire- per la seva feblesa- fan anar la bomba d’esgotar per a bombar l’aigua de la sentina, aigua que embarquen contínuament. Alguns les anomenen urques, i per l’estalvi de fusta, ferro i homes n’hi ha en gran quantitat. Principalment naveguen cap a Flandes. No és estrany trobar-ne 300 en un port. | » |
| — Liber de navigatione. Benedetto Cotrugli. Transcripció de Piero Falcheta | |   |

## Vídeos
- Vídeo de dos operaris col·locant llates del folre en el buc d'un iot.